# White Eagle (album)
White Eagle è un album pubblicato nel 1982 dalla band tedesca di musica elettronica, i Tangerine Dream nel 1982. Ha raggiunto il numero 57 nella classifica degli album più venduti nel Regno Unito, standoci per 5 settimane consecutive. La suite d'apertura, Mojave Plan era stata suonata dal vivo un anno prima con Eberhard Schoener alla "Rock Night Classic" a Monaco di Baviera il 9 dicembre 1981.
La title track è stata remixata ed è stata usata come tema principale della serie TV tedesca "Tatort (Scena del crimine)" con il nome Das Mädchen auf der Treppe.
Nel 1995 la Virgin ribubblicò il disco in versione rimasterizzata, per continuare la serie delle Definitive Edition.

## Lista delle tracce
1. Mojave Plan - 20:02
2. Midnight in Tula - 3:55
3. Convention of the 24 - 9:24
4. White Eagle - 4:30

## Formazione
- Edgar Froese: sintetizzatori, tastiere, chitarra.
- Christopher Franke: sintetizzatori, tastiere, drum machine.
- Johannes Schnoelling: sintetizzatori, tastiere.

## Fonte
- http://www.voices-in-the-net.de/white_eagle.htm